# Kathleen Van Brempt

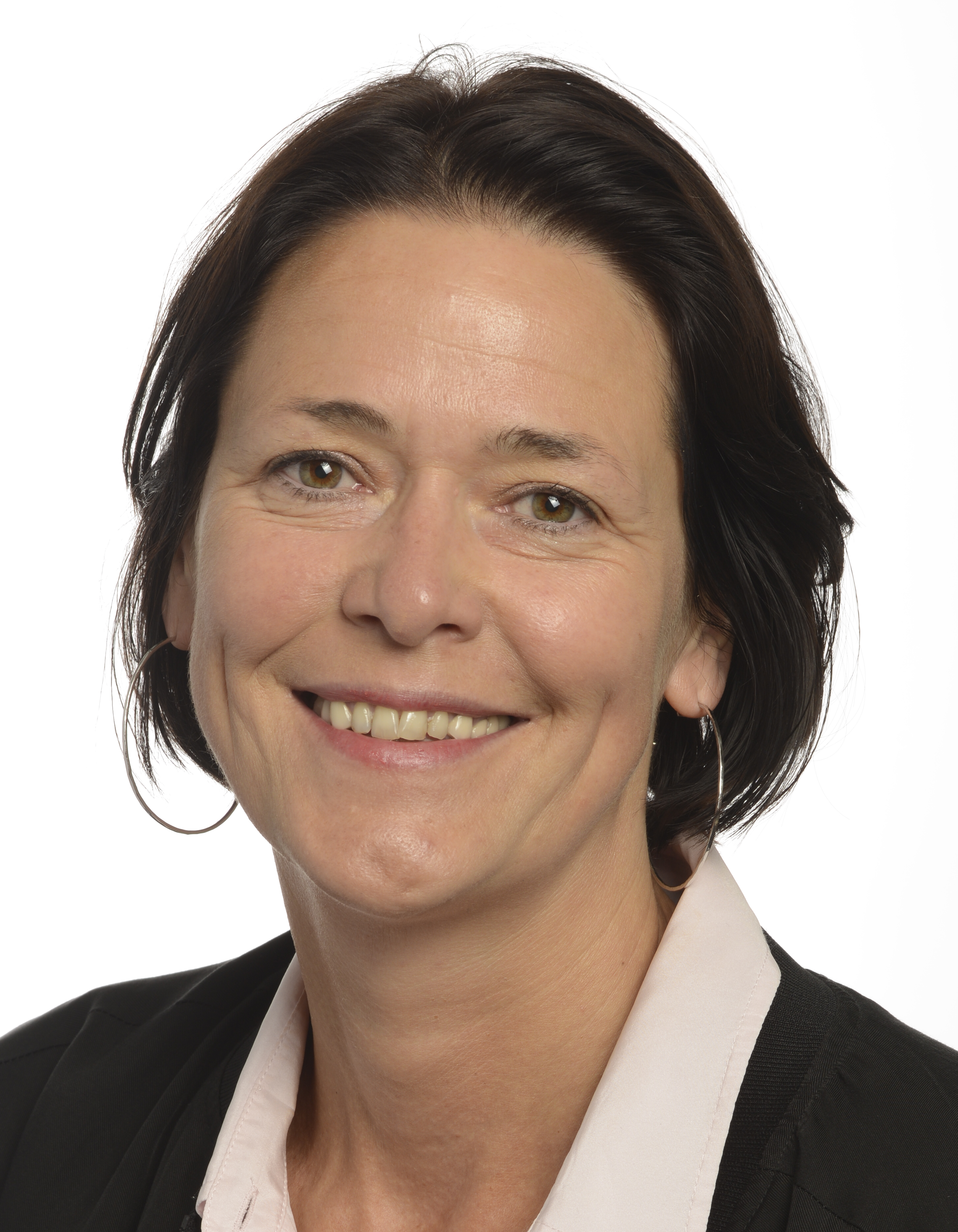
Kathleen Van Brempt (2019)

Kathleen Van Brempt (* 18. November 1969 in Wilrijk) ist eine belgische Politikerin (Vooruit).

## Leben
Van Brempt studierte Soziologie an der Katholischen Universität in Löwen. Sie war wissenschaftliche Mitarbeiterin und später politische Sekretärin der sp.a. 2000 rückte sie für Peter Bossu in das Europäische Parlament nach. Ebenfalls seit 2000 ist sie Mitglied des Antwerpener Stadtrats. 2003 wurde sie Staatssekretärin für Arbeitsorganisation und Arbeitsgesundheit. Danach war sie von 2004 bis 2009 Flämische Verkehrsministerin in den Kabinetten Leterme I und Peeters I. 2009 wechselte sie wieder in das Europäische Parlament.
Van Brempt ist seit 1993 verheiratet und brachte 2007 ihr erstes Kind zur Welt.

## EU-Parlamentarierin
Van Brempt ist in der Fraktion der Progressiven Allianz der Sozialisten & Demokraten im Europäischen Parlament.
Als Mitglied ist sie im Ausschuss für Industrie, Forschung und Energie und in der Delegation für die Beziehungen zum Iran. Als Stellvertreterin im Ausschuss für Umweltfragen, öffentliche Gesundheit und Lebensmittelsicherheit und in der Delegation für die Beziehungen zu den Ländern Südasiens. Seit 2016 leitet sie den Ausschuss EMIS zur Untersuchung des Abgasskandals.